# Kopytów (rejon szeptycki)
Kopytów (ukr. Копитів) – wieś na Ukrainie, w rejonie szeptyckim obwodu lwowskiego. Wieś liczy około 260 mieszkańców.
Do 2024 w rejonie czerwonogrodzkim.
W II Rzeczypospolitej do 1934 samodzielna gmina jednostkowa. Następnie należała do zbiorowej wiejskiej gminy Tartaków Miasto w powiecie sokalskim w woj. lwowskim. W związku z poprowadzeniem nowej granicy państwowej na Bugu, wieś wraz z całym obszarem gminy Tartaków Miasto znalazła się w Związku Radzieckim.